# Gammarellus homari
Gammarellus homari is een vlokreeftensoort uit de familie van de Gammarellidae. De wetenschappelijke naam van de soort is voor het eerst geldig gepubliceerd in 1779 door Fabricius.